# ZiiLABS
ZiiLABS는 ZMS라는 일련의 플랫폼에서 미디어 지향 애플리케이션 프로세서, 참조 플랫폼 및 지원 소프트웨어 제품군을 생산하는 글로벌 전자 회사이다. 해당 제품은 안드로이드 기반 휴대폰 및 태블릿을 포함한 저전력 가전제품 및 내장형 장치에 사용된다.

## 제품
이 회사의 제품에는 소위 스템셀(StemCell) 미디어 처리 아키텍처를 특징으로 하는 다양한 ARM 기반 ZMS 프로세서와 사내 안드로이드 보드 지원 패키지 및 애플리케이션 소프트웨어를 기반으로 하는 태블릿 참조 플랫폼 포트폴리오가 포함된다. 가장 최근의 플랫폼인 JAGUAR 안드로이드 레퍼런스 태블릿은 2011년 5월에 발표되었다.